# Givenchy

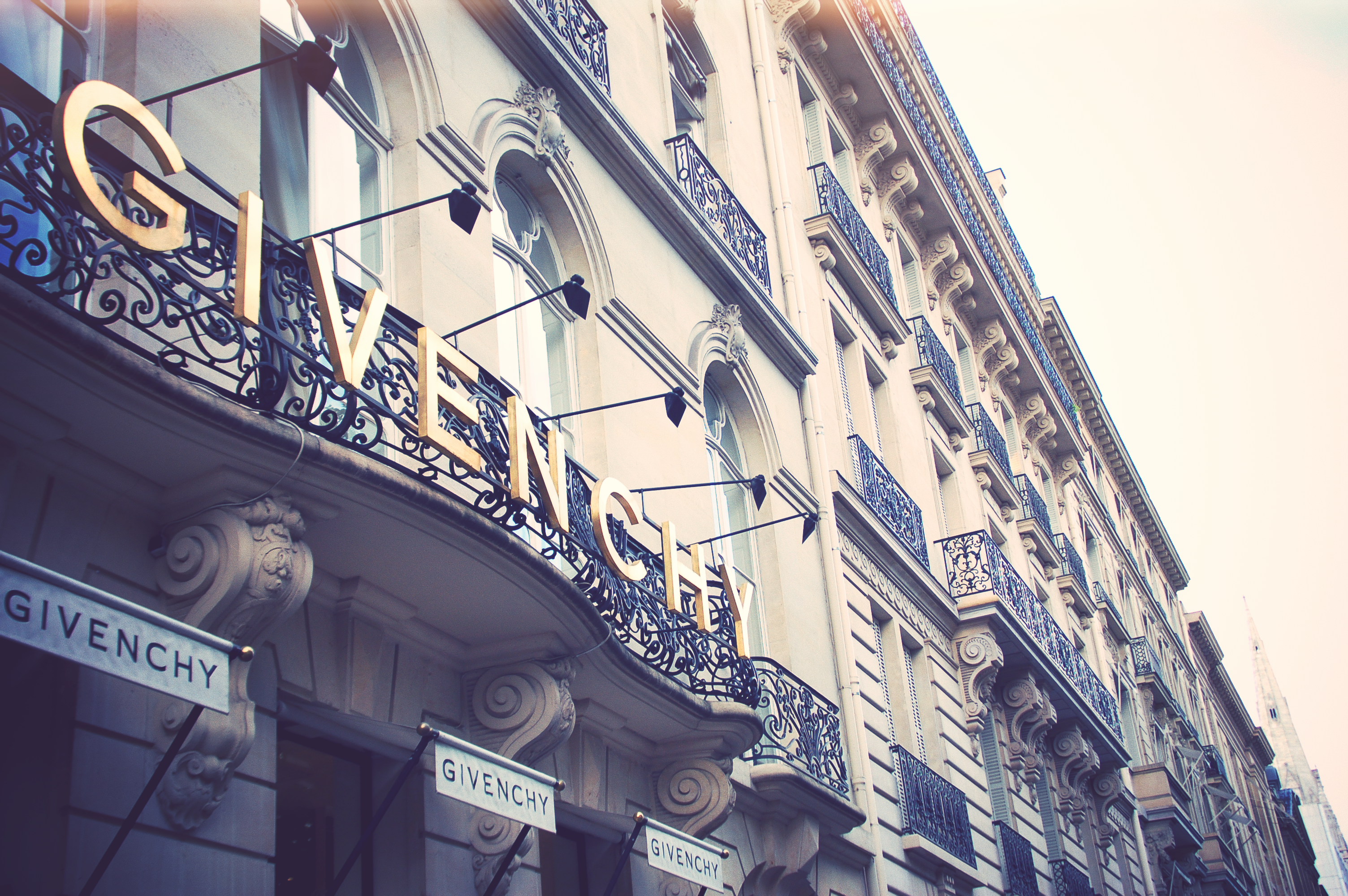
Casa Givenchy

Givenchy este o marcă franceză de îmbrăcăminte, accesorii, parfumuri și cosmetice cu Parfums Givenchy.
Casa de modă Givenchy a fost fondată în 1952 de designerul Hubert de Givenchy și este membru al Fédération française de la couture. Aceasta este deținută gigantul de bunuri de lux LVMH și în 1993 au atins un total de vânzări în valoare de 176 milioane dolari, ceea ce o face a doua cea mai mare divizie de îmbrăcăminte a LVMH după Dior.